# Nouvelle Vague (album de Sylvie Vartan)
Pour les articles homonymes, voir Nouvelle vague (homonymie).
Albums de Sylvie Vartan
Sylvie  Toutes peines confondues
Nouvelle Vague est le 38e album de Sylvie Vartan composé de reprises de chansons des années 1960. Il sort en 2007.

## Liste des titres
1. Il est cinq heures, Paris s'éveille (Jacques Dutronc)
2. Nouvelle vague (Three Cool Cats)
3. Le Temps de l'amour
4. Ruby Tuesday (The Rolling Stones)
5. Suzanne (Leonard Cohen)
6. Attends ou va-t'en
7. Dans le souffle du vent (Blowin' in the Wind, Bob Dylan / Hugues Aufray)
8. Les Yeux ouverts (Dream a Little Dream of Me)
9. Ya ya twist (Lee Dorsey)
10. J'attendrai (Reach Out I'll Be There) composée par Holland, Dozier & Holland)
11. Drive My Car (The Beatles)
12. Chante
13. I'm a Believer (The Monkees)
14. Et je m'en vais (Then He Kissed Me)
15. Souvenirs, souvenirs

Une reprise de Toujours un coin qui me rappelle d'Eddie Mitchell a été enregistrée mais n'a finalement pas été incluse à l'album.